# Ualabi rupestre de coll porpra
El ualabi rupestre de coll porpra (Petrogale purpureicollis) és una espècie de ualabi rupestre. Fou descrit inicialment el 1924 per Albert Sherbourne Le Souef, aleshores director del Zoo de Taronga de Sydney (Austràlia), que en destacà l'estranya coloració porpra al voltant del coll, així com diferències cranials, per separar-lo d'altres espècies de ualabi rupestre. L'espècie ha tingut una classificació taxonòmica borrosa durant dècades i ha estat classificada com a part del ualabi rupestre desguarnit, el ualabi rupestre de cua de pinzell i el ualabi rupestre de peus negres. Le Souef i altres han afirmat que era una nova espècie, postura recolzada per un article del 2001 de l'Australian Journal of Zoology.